# Yōichi Doi
Yoichi Doi (土肥 洋一 Doi Yōichi?, Kumamoto, Kumamoto, 25 de julio de 1973) es un exfutbolista japonés que se desempeñaba como guardameta.

## Selección nacional
Ha sido internacional con la Selección de fútbol de Japón; donde hasta ahora, ha jugado 4 partidos internacionales por dicho seleccionado. Incluso participó con su selección en la Copa del Mundo FIFA Alemania 2006.

## Clubes
| Club                     | País  | Año         |
| ------------------------ | ----- | ----------- |
| Hitachi / Kashiwa Reysol | Japón | 1992 - 1999 |
| FC Tokyo                 | Japón | 2000 - 2007 |
| Tokyo Verdy              | Japón | 2008 - 2012 |